# San Miguel de las Pampas
San Miguel de las Pampas (auch: Pampas San Miguel) ist eine Ortschaft im Departamento Chuquisaca im südamerikanischen Andenstaat Bolivien.

## Lage im Nahraum
San Miguel liegt in der Provinz Hernando Siles und ist drittgrößte Ortschaft im Cantón Monteagudo im Municipio Monteagudo. Die Ortschaft ist Nachbarort der Stadt Candua und liegt auf einer Höhe von 1140 m am linken, nördlichen Ufer des Río El Bañado und wird eingerahmt durch nord-südlich verlaufende Bergketten mit üppiger Vegetation.

## Geographie
San Miguel liegt im feuchten, subandinen Chaco Boliviens zwischen nord-südlich verlaufenden Voranden-Ketten, die hier Höhen von etwa 1500 m erreichen.
Die Jahresdurchschnittstemperatur beträgt etwa 22 °C, die monatlichen Werte schwanken zwischen 17 °C im Juni und etwa 24 °C von November bis Februar (siehe Klimadiagramm Monteagudo). Der Jahresniederschlag beträgt etwa 700 mm, in den Monaten Mai bis September herrscht im Raum Candua/Monteagudo eine ausgeprägte Trockenzeit mit Monatswerten von unter 20 mm, während die Monate Dezember und Januar durch teils heftige Regenfälle gekennzeichnet sind und Werte deutlich über 100 mm erreichen.

## Verkehrsnetz
Nach Nordwesten hin ist San Miguel über die Nationalstraße Ruta 6 mit Sucre verbunden, der Hauptstadt des Departamentos. Da weniger als ein Drittel der 326 Kilometer langen Strecke asphaltiert ist, dauert die Fahrt nach Sucre mit dem Bus bei trockenem Wetter etwa acht Stunden, bei nassem Wetter sind die Straßenverhältnisse der Erd- und Schotterpiste kaum vorhersehbar.
Nach Nordosten hin ist San Miguel über Monteagudo mit Santa Cruz verbunden, der Hauptstadt des benachbarten Departamento Santa Cruz. Die unbefestigte Ruta 6 führt zuerst in östlicher Richtung bis zum 110 Kilometer entfernten Ipatí, von dort führt die asphaltierte Ruta 9 über weitere 255 Kilometer nach Norden bis Santa Cruz.

## Bevölkerung
Die Einwohnerzahl der Ortschaft ist in dem Jahrzehnt zwischen den beiden letzten Volkszählungen um knapp ein Drittel angestiegen:
| Jahr | Einwohner         | Quelle       |
| ---- | ----------------- | ------------ |
| 1992 | keine Detaildaten | Volkszählung |
| 2001 | 506               | Volkszählung |
| 2012 | 654               | Volkszählung |
| 2024 |                   | Volkszählung |

Die Region weist einen gewissen Anteil an Quechua-Bevölkerung auf, im Municipio Monteagudo sprechen 12,0 Prozent der Bevölkerung die Quechua.